# HMS Rowley (K560)
HMS Rowley (K560) là một tàu frigate lớp Captain của Hải quân Hoàng gia Anh hoạt động trong Chiến tranh Thế giới thứ hai. Nó nguyên được Hoa Kỳ chế tạo như chiếc USS Oswald (DE-71), một tàu hộ tống khu trục lớp Buckley, và chuyển giao cho Anh Quốc theo Chương trình Cho thuê-Cho mượn (Lend-Lease). Tên nó được đặt theo Phó đô đốc Sir Joshua Rowley (1734-1790), hạm trưởng chiếc HMS Montagu (1757) và đã từng tham gia các cuộc Chiến tranh Bảy Năm và Chiến tranh Độc lập Hoa Kỳ. Nó đã phục vụ cho đến khi chiến tranh kết thúc tại Châu Âu, hoàn trả cho Hoa Kỳ năm 1945, và cuối cùng bị bán để tháo dỡ vào năm 1946.

## Thiết kế và chế tạo
Buckley là một trong số sáu lớp tàu hộ tống khu trục được Hải quân Hoa Kỳ chế tạo nhằm đáp ứng nhu cầu hộ tống vận tải trong Thế Chiến II, sau khi Hoa Kỳ chính thức tham chiến vào cuối năm 1941. Chúng hầu như tương tự nhau, chỉ với những khác biệt về hệ thống động lực và vũ khí trang bị. Động cơ của phân lớp Backley bao gồm hai turbine hơi nước General Electric để dẫn động hai máy phát điện vận hành hai trục chân vịt, và dàn vũ khí chính bao gồm 3 khẩu pháo pháo 3 in (76 mm)/50 cal.
Những chiếc phân lớp Buckley (TE) có chiều dài ở mực nước 300 ft (91 m) và chiều dài chung 306 ft (93 m); mạn tàu rộng 37 ft 1 in (11,30 m) và độ sâu mớn nước khi đầy tải là 11 ft 3 in (3,43 m). Chúng có trọng lượng choán nước tiêu chuẩn 1.430 tấn Anh (1.450 t); và lên đến 1.823 tấn Anh (1.852 t) khi đầy tải. Hệ thống động lực bao gồm hai nồi hơi và hai turbine hơi nước General Electric công suất 13.500 mã lực (10.100 kW), dẫn động hai máy phát điện công suất 9.200 kilôwatt (12.300 hp) để vận hành hai trục chân vịt;  công suất 12.000 hp (8.900 kW) cho phép đạt được tốc độ tối đa 23 kn (26 mph; 43 km/h). Con tàu mang theo 359 tấn Anh (365 t) dầu đốt, cho phép di chuyển đến 6.000 nmi (6.900 mi; 11.000 km) ở vận tốc đường trường 12 kn (14 mph; 22 km/h).
Vũ khí trang bị bao gồm pháo 3 in (76 mm)/50 cal trên ba tháp pháo nòng đơn đa dụng (có thể đối hạm hoặc phòng không), gồm hai khẩu phía mũi và một khẩu phía đuôi. Vũ khí phòng không tầm gần bao gồm hai pháo Bofors 40 mm và tám pháo phòng không Oerlikon 20 mm. Con tàu có ba ống phóng ngư lôi Mark 15 21 inch (533 mm). Vũ khí chống ngầm bao gồm một dàn súng cối chống tàu ngầm Hedgehog Mk. 10 (có 24 nòng và mang theo 144 quả đạn); hai đường ray Mk. 9 và bốn máy phóng K3 Mk. 6 để thả mìn sâu. Thủy thủ đoàn đầy đủ bao gồm 200 sĩ quan và thủy thủ.
Rowley được đặt lườn như là chiếc DE-95 (chưa đặt tên) tại xưởng tàu của hãng Bethlehem-Hingham Steel Shipyard ở Hingham, Massachusetts vào ngày 18 tháng 8, 1943 và được hạ thủy vào ngày 30 tháng 10, 1943. Con tàu được chuyển giao cho Anh Quốc và nhập biên chế cùng Hải quân Anh như là chiếc HMS Rowley (K560) vào ngày 22 tháng 12, 1943 dưới quyền chỉ huy của Hạm trưởng, Thiếu tá Hải quân Frederick John Gwynn Jones.

## Lịch sử hoạt động
Không như hầu hết các tàu frigate chị em cùng lớp Captain, Rowley cùng với Rupert (K561) nhập biên chế với một thủy thủ đoàn đã có kinh nghiệm trên tàu khu trục trục nguyên của Hoa Kỳ. Chúng rút ngắn thời gian thử máy tại Casco Bay, Maine và Bermuda, vượt Đại Tây Dương vào tháng 1, 1944, và đã trải qua một số nhiệm vụ trước khi đi đến Tobermory, Scotland vào tháng 4 được cải biến cho phù hợp với hoạt động của Hải quân Anh. Nó sau đó đi đến Portsmouth và gia nhập Chi hạm đội Khu trục 1.
Rowley đã được huy động cho nhiều chuyến hộ tống vận tải ven biển dọc theo eo biển Manche, và cùng các tàu chiến của Chi hạm đội Khu trục 1 tuần tra đối phó các tàu phóng lôi E-boat đối phương. Nó đã hoạt động phối hợp cùng với tàu khu trục của Lực lượng Pháp Tự do La Combattante vào ngày 25 tháng 4, đối đầu với một chi hạm đội tàu E-boat Đức, đánh chìm được một tàu đối phương và buộc số còn lại phải rút lui.
Khi cuộc đổ bộ Normandy diễn ra vào ngày 6 tháng 6, 1944, Rowley làm nhiệm vụ hộ tống cho thiết giáp hạm Warspite (03) băng qua biển Ireland để đi đến vị trí bắn phá ngoài khơi Normandy. Con tàu tiếp tục tuần tra bảo vệ các tàu chiến chủ lực trong quá trình đổ bộ, rồi quay trở lại Portsmouth cùng Chi hạm đội Khu trục 1 hộ tống các đoàn tàu vận tải vận chuyển lực lượng tăng viện và tiếp liệu vợt eo biển Manche sang các bãi đổ bộ, cũng như tuần tra đối phó hoạt động của tàu E-boat đối phương. Nhiệm vụ này kéo dài cho đến tháng 10, khi mặt trận được đẩy xa đến tận biên giới Hà Lan. Rowley lúc này được điều sang Đội hộ tống 3 vào ngày 1 tháng 10.
Vào ngày 24 tháng 2, 1945, sau khi Đoàn tàu BTC 78 bị tấn công, Rowley cùng với tàu chị em Duckworth (K351) và một tàu frigate lớp Captain khác đã truy lùng, tấn công và đánh chìm được một tàu U-boat trong eo biển Manche về phía Tây Nam Land's End, ở tọa độ 49°55′B 06°08′T / 49,917°B 6,133°T. Ban đầu đối tượng bị tiêu diệt được cho là chiếc tàu ngầm U-480; tuy nhiên tài liệu thu được sau chiến tranh xác định U-480 đã bị mất vào khoảng ngày 29 tháng 1 do trúng thủy lôi gần Poole. Việc khảo sát xác tàu đắm do nhà khảo cổ hải quân Innes McCartney tiến hành vào năm 2005 đã xác định con tàu bị Duckworth đánh chìm là chiếc U-1208; toàn bộ 49 thành viên thủy thủ đoàn của U-1208 đều tử trận.
Ba ngày sau đó, 29 tháng 3, sau khi Đoàn tàu BTC 111 bị tấn công, Rowley cùng với Duckworth đã truy lùng, tấn công và đánh chìm được một tàu U-boat trong vịnh Mount's ngoài khơi Cornwall, ở tọa độ 49°58′B 05°25′T / 49,967°B 5,417°T. Ban đầu đối tượng bị tiêu diệt được cho là chiếc tàu ngầm U-246, nhưng những kết quả khảo sát gần đây cho rằng nó là chiếc U-1169; toàn bộ 49 thành viên thủy thủ đoàn của U-1169 đều tử trận.
Sau khi chiến tranh chấm dứt tại châu Âu, Rowley dự định được cải biến thành một trạm phát điện nổi di động, tuy việc công việc này không bao giờ hoàn tất. Nó được chính thức hoàn trả cho Hoa Kỳ vào ngày 12 tháng 11, 1945,  nhằm giảm bớt chi phí mà Anh phải trả cho Hoa Kỳ trong Chương trình Cho thuê-Cho mượn (Lend-Lease). Do dư thừa so với nhu cầu về tàu chiến sau khi chiến tranh đã chấm dứt, nó được rút tên khỏi danh sách Đăng bạ Hải quân Hoa Kỳ vào ngày 8 tháng 1, 1946 và bị bán để tháo dỡ vào ngày 14 tháng 6, 1946.